# فایو لینکس
شرکت فایو لینکس اینترپرایسز (به انگلیسی: 5LINX Enterprises) یک شرکت بازاریابی چند سطحی است که مقر آن در رچستر، نیو یورک است که خدمات همگانی (مثل برق و تلفن)، خدمات مخابراتی، بیمه سلامتی، مکمل‌های غذایی و خدمات کسب و کار را ارائه می‌دهد. این شرکت در سال ۲۰۰۱ بنیان‌گذاری شد.